# Маяки (Алтайский край)
Маяки — исчезнувший посёлок в Романовском районе Алтайского края. Входил в состав Грано-Маяковского сельсовета. Упразднён в 1986 году.

## История
Основан в 1892 году. В 1928 году деревня Маяки состояла из 115 хозяйств. В составе Грано-Маяковского сельсовета Родинского района Славгородского округа Сибирского края.

## Население
В 1926 г. в деревне проживало 598 человек (283 мужчины и 315 женщин), основное население — русские.